# كلايس جوهانسون
كلايس جوهانسون (بالسويدية: Claes Johansson)‏ هو مصارع رياضي سويدي، ولد في 4 نوفمبر 1884 في Mark Municipality ‏ في السويد، وتوفي في 9 مارس 1949 في غوتنبرغ في السويد.

## وصلات خارجية
- كلايس جوهانسون على موقع قاعدة بيانات المصارعة الدولية (الإنجليزية)
- كلايس جوهانسون على موقع اللجنة الأولمبية الدولية (الإنجليزية)
- كلايس جوهانسون على موقع أوليمبيديا (الإنجليزية)
- كلايس جوهانسون على موقع اللجنة الأولمبية السويدية (السويدية)